# Pipistrellus inexspectatus
Pipistrellus inexspectatus (Aellen, 1959) è un pipistrello della famiglia dei Vespertilionidi diffuso nell'Africa occidentale.

## Descrizione

### Dimensioni
Pipistrello di piccole dimensioni, con la lunghezza totale di 83 mm, la lunghezza dell'avambraccio tra 31 e 33 mm, la lunghezza della coda tra 30 e 33 mm, la lunghezza del piede di 6 mm, la lunghezza delle orecchie tra 10 e 13 mm e un peso fino a 4 g.

### Aspetto
Le parti dorsali variano dal bruno-rossastro brillante al marrone scuro con la base dei peli bruno-nerastra, mentre le parti ventrali sono crema rossastre con la base dei peli più scura. Le orecchie sono marroni, relativamente corte, ben separate tra loro e con l'estremità arrotondata. Il trago è lungo circa la metà del padiglione auricolare, con il margine anteriore concavo, quello posteriore leggermente convesso, con un piccolo lobo alla base e con la punta arrotondata. Le membrane alari sono marroni con il bordo posteriore bianco. La punta della lunga coda si estende leggermente oltre l'ampio uropatagio, il quale è più chiaro delle membrane alari.

## Biologia

### Alimentazione
Si nutre di insetti.

### Riproduzione
Una femmina gravida è stata catturata in Uganda nel mese di settembre.

## Distribuzione e habitat
Questa specie è diffusa in Sierra Leone, Ghana, Benin nord-orientale, Nigeria nord-occidentale e Camerun settentrionale. Individui catturati in Uganda, Kenya e Repubblica Democratica del Congo, talvolta considerati come Hypsugo eisentrauti, potrebbero appartenere invece a questa specie.
Vive nei boschi e nelle foreste pluviali miste a savana.

## Conservazione
La IUCN Red List, considerata la mancanza di informazioni sufficienti sull'areale, i requisiti ecologici, le minacce e lo stato di conservazione, classifica P.inexspectatus come specie con dati insufficienti (DD).